# Gezelschap Stoel en Spree
Gezelschap Stoel en Spree was de naam waaronder de nieuwe Nederlandsche Tooneelvereeniging bekendstond. Dit theatergezelschap werd in 1895 opgericht als producent van de producties van de samenwerkende acteurs Frits Stoel en Marius Spree. Het gezelschap speelde in Plantage Schouwburg in Amsterdam. Stoel werd zakelijk leider en Spree de artistiek leider en acteur. Spree was toen 19 jaar. Achttien jaar lang heeft hij in de Schouwburg aan de Plantage Franschelaan gespeeld en gewerkt. Daarna ging hij regisseren in Antwerpen in het Hippodroom van Jules Verstraete.
In 1919 werd Marius Spree eigenaar en directeur van de Rotterdamse Circus Schouwburg. Dit bleef hij tot zijn dood. 